# Frontière entre Israël et la Syrie
La frontière terrestre entre Israël et la Syrie établie officiellement dans les années 1920, fait depuis l'objet d'un contentieux entre les deux pays.
À l'est de cette frontière internationale, le plateau du Golan est occupé depuis 1967 et annexé par les Israéliens en 1981 ; cette annexion est condamnée par le Conseil de sécurité des Nations unies qui la considère comme «nulle et non avenue et sans effet juridique international » à l'unanimité (résolution 497).

## FrontièreDe Jureofficielle
Il n'y avait pas de frontière au sein de l'Empire ottoman entre ce qui est appelé aujourd'hui la Syrie et Israël. La frontière a été créée lors de la Conférence de San Remo en 1920 concrétisant les Accords Sykes-Picot qui établissaient les zones d'influences française (Mandat sur la Syrie) et britannique (Mandat sur la Palestine) au Proche-Orient au lendemain de la défaite de l'Empire ottoman lors de la Première Guerre mondiale. Le tracé de frontière fut ultérieurement établi lors de l'accord Paulet–Newcombe en 1923.
La frontière de 1923 débute par un tripoint situé non loin de la rivière Ouazzani, un affluent de la rivière Hasbani qui se jette lui-même dans le Jourdain, point de rencontre avec la frontière entre Israël et le Liban et la frontière entre le Liban et la Syrie.
Puis, elle se dirige vers l'est en direction du kibboutz de Dan situé à environ 2 km. Elle le contourne, prend une direction sud et longe le Jourdain à 0,5/1 km de sa rive orientale, englobant ainsi toute cette partie de la vallée du fleuve au profit de l'État hébreu.
Lorsque le fleuve arrive au lac de Tibériade, la frontière longe la rive orientale de celui-ci, le plaçant là aussi entièrement sous contrôle israélien, jusqu'au nord du kibboutz de Ein Gev où la frontière redevient terrestre et s'écarte de plus en plus de la rive du lac à mesure qu'elle descend vers le sud, afin de rejoindre les rives du Yarmouk, à environ 10 km de sa confluence avec le Jourdain, créant ainsi un deuxième tripoint avec les frontières israélo-jordanienne et jordano-syrienne.
En 1949, lors des Accords d'armistice israélo-arabes mettant fin à la guerre de 1948, le tracé resta inchangé, mais les secteurs précédemment occupés par l'armée syrienne à l'ouest de la frontière furent évacués et démilitarisés,.

## FrontièreDe factoactuelle

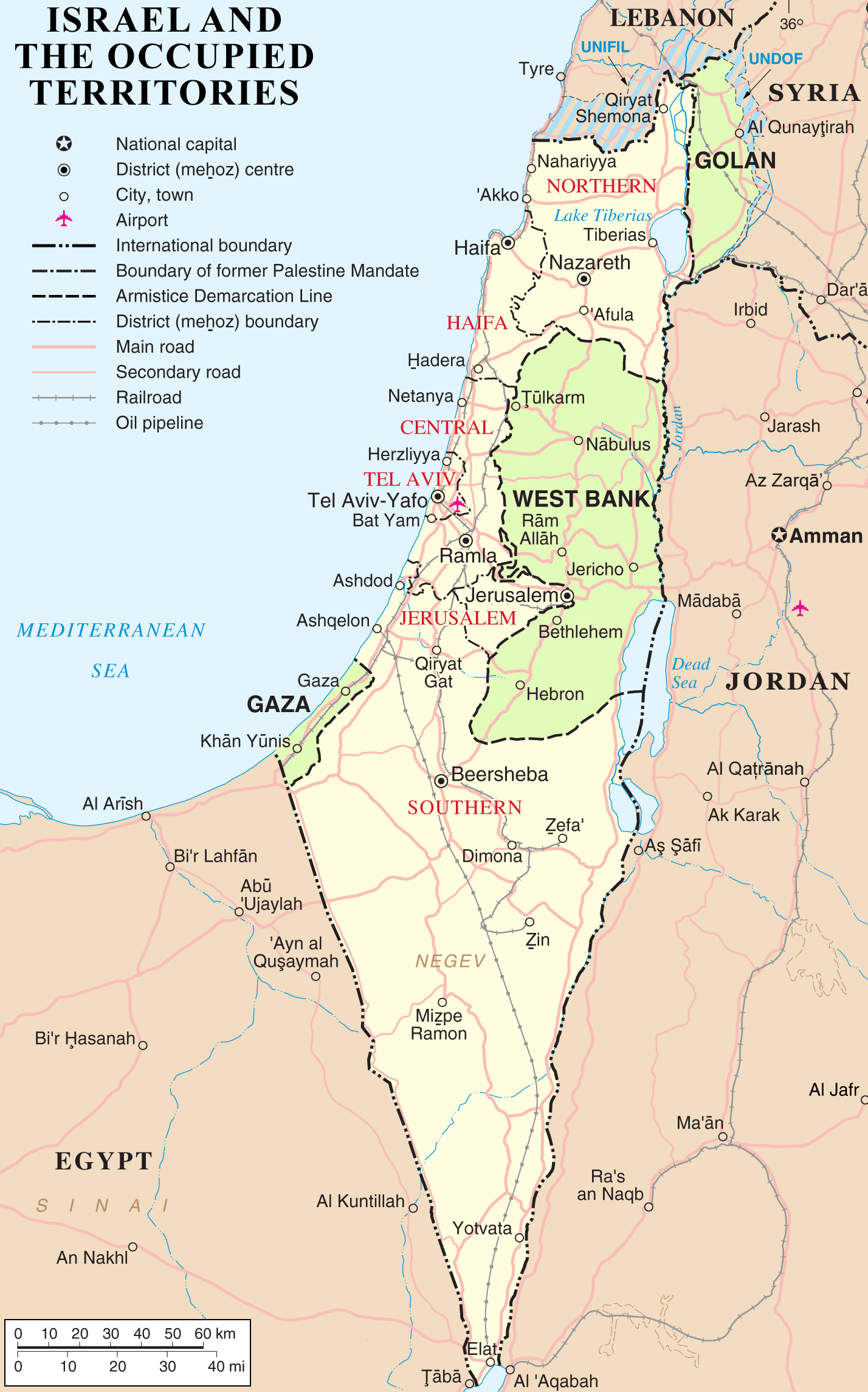
Carte des frontières d'Israël et des territoires palestiniens occupés par Israël et du Golan (en vert) dérivée des Nations unies (2007, mise à jour jusqu'en 2018)

Cette ligne d'armistice vole en éclats, lors de la guerre des Six Jours en 1967. En effet, lors du conflit les troupes israéliennes envahissent le plateau du Golan, massif montagneux situé à l'est du lac de Tibériade. La fin des hostilités confirme alors les conquêtes militaires de Tsahal.
Mais en 1973, la Guerre du Kippour éclate et durant le conflit, les Israéliens gagnent encore du terrain arrivant jusqu'à 40 km de Damas, la capitale syrienne. Cependant, après deux semaines et demie d'affrontements armés, un accord de « Cessez-le-feu » fut conclu entre les protagonistes. Israël accepta de revenir sur ses positions militaires antérieures à la condition qu'un no man's land, gardé par les casques bleus de FNUOD, fût établi entre eux et les Syriens sur cette zone ainsi évacuée située au pied du Golan, et qui fut alors démarquée par deux lignes de « Cessez-le-feu » : Alpha à l'ouest et Bravo à l'est.
En 1981, l'État hébreu annexe unilatéralement le plateau du Golan à son territoire. Quelques jours plus tard est votée à l'unanimité la résolution 497 du Conseil de sécurité des Nations unies qui déclare la loi israélienne officialisant l'annexion du Golan syrien comme «nulle et non avenue et sans effet juridique international» ; cette résolution demande en outre à Israël d'annuler son action,.
En juin 2016, lors de la guerre civile syrienne, celle-ci est contrôlée du côté syrien par trois entités :  « Au nord, les forces armées syriennes et ses deux alliés, les Iraniens et le Hezbollah libanais. Au sud, sur quinze à vingt kilomètres, la Brigade des martyrs de Yarmouk, qui a prêté allégeance à l’État islamique. Au centre, sur 70 à 80 % de la frontière (soit 50 km), le Front al-Nosra et d’autres petits groupes rebelles. »
Le 9 décembre 2024, à la suite de la chute de Bachar Al-Assad, considérant unilatéralement l'accord de désengagement de 1974 comme caduc, l'armée israélienne envahit le no man's land contrôlé jusqu'alors par la force des Nations unies chargée d'observer le désengagement, repoussant la frontière de facto jusqu'à la ligne Bravo.

## Enjeux
L'eau du plateau du Golan